# Рогово-2
Рогово-2 — деревня в Рославльском районе Смоленской области России. Входит в состав Лесниковского сельского поселения. Население — 18 жителей (2007 год). 
Расположена в южной части области в 10 км к западу от Рославля, в 3 км севернее автодороги А101 Москва — Варшава («Старая Польская» или «Варшавка»), на берегу реки Рыдыга. В 8 км юго-восточнее деревни расположена железнодорожная станция Самолюбовка на линии Рославль — Кричев. 

## История
В годы Великой Отечественной войны деревня была оккупирована гитлеровскими войсками в августе 1941 года, освобождена в сентябре 1943 года.